# هيملوك غروف (مسلسل)
هيملوك غروف (بالإنجليزية: Hemlock Grove) مسلسل رعب أمريكي، مبني على قصة رواية الكاتب برايان ماكغريفي بنفس العنوان، بدأ عرض موسمه الأول في 19 أبريل، 2013، وتكون من ثلاثة عشر حلقة.
يتابع المسلسل الأحداث الغريبة التي تحدث في مدينة هيملوك غروف «خيالية»، في بنسلفانيا. جدد المسلسل لموسم ثان من عشر حلقات في 19 يونيو، 2013، عرض في 2014. في 18 يوليو، 2013، رشح المسلسل لجائزة أفضل مسلسل ويب في حفل جوائز الإيمي برايم تايم الخامس والستون.
عرض الموسم الثاني من المسلسل في 11 يوليو، 2014. في 2 سبتمبر، 2014، جدد المسلسل لموسم ثالث وأخير تكون من عشر حلقات، وعرض في 23 أكتوبر، 2015.

## الحلقات

### نظرة عامة
| الموسم | الموسم | عدد الحلقات | تارخ البثّ      |
| ------ | ------ | ----------- | -------------- |
|        | 1      | 13          | 19 أبريل 2013  |
|        | 2      | 10          | 11 يوليو 2014  |
|        | 3      | 10          | 23 أكتوبر 2015 |

## وصلات خارجية
- الموقع الرسمي
- هيملوك غروف على موقع IMDb (الإنجليزية)
- هيملوك غروف على موقع ميتاكريتيك (الإنجليزية)
- هيملوك غروف على موقع روتن توميتوز (الإنجليزية)
- هيملوك غروف على موقع كينوبويسك (الروسية)
- هيملوك غروف على موقع ألو سيني (الفرنسية)
- هيملوك غروف على موقع قاعدة بيانات الفيلم (الإنجليزية)